# Joseph Cattaneo

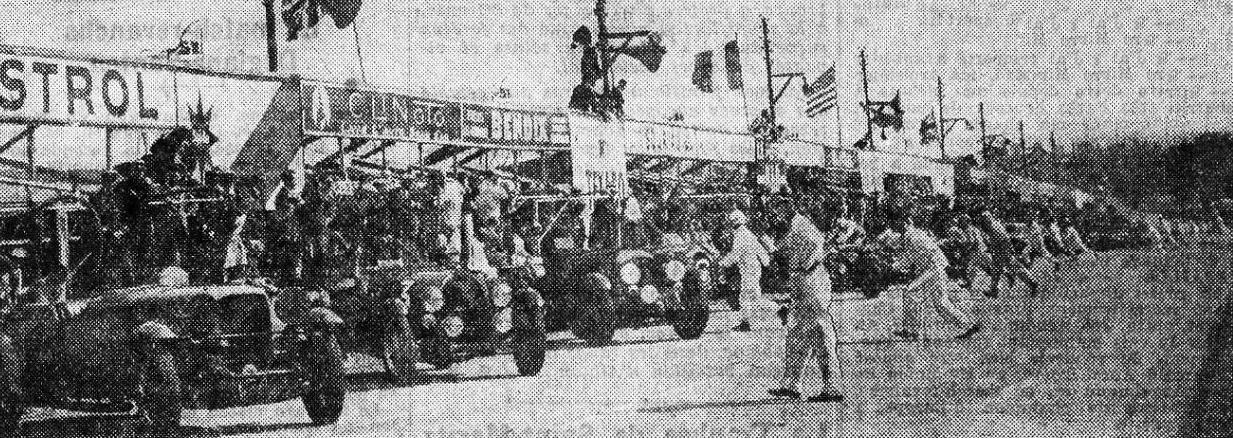
Der Duesenberg Model SJ (Startnummer 3, zweiter von links) von Nikolaus von Rumänien und Joseph Cattaneo beim Start zum 24-Stunden-Rennen von Le Mans 1933

Jean Joseph Eugène „Papa“ Cattaneo (geboren als Giuseppe Cattaneo; * 5. August 1888 in Mailand; † 24. April oder 25. April 1975 in La Celle-Saint-Cloud) war ein italienischer Unternehmer und Autorennfahrer, der auch die französische Staatsbürgerschaft besaß.

## Karriere
Joseph Cattaneo führte ab den späten 1920er-Jahren einen Handelsbetrieb für exklusive Automobile im Pariser Vorort Saint-Cloud. Er vertrieb Fahrzeuge von Bugatti, Hispano-Suiza, Bentley und Alfa Romeo. Cattaneo war ein enger Freund von Ettore Bugatti, Luigi Chinetti und Enzo Ferrari. Nach dem Ende des Zweiten Weltkriegs war er der erste Ferrari-Händler Frankreichs. Zu seinen Kunden gehörten unter anderen Bertil von Schweden, Prinz Aly Khan, Roberto Rossellini und Porfirio Rubirosa.
In den 1950er-Jahren wurden in seinem Betrieb Ferrari-Rennwagen für französische Rennfahrer und Teams auf- und vorbereitet. Für das North American Racing Team von Luigi Chinetti diente Cattaneos Garage als Basis bei deren Einsätzen bei europäischen Sportwagenrennen. Nach seinem Tod übernahm Charles Pozzi sein Unternehmen.
In den 1930er-Jahren war Cattaneo als Rennfahrer aktiv. Er bestritt Monopostorennen für Bugatti und war dreimal beim 24-Stunden-Rennen von Le Mans am Start. Zweimal war er Partner von Édouard Brisson, fiel aber beide Male aus. 1933 fuhr gemeinsam mit Nikolaus von Rumänien einen Duesenberg. Das Team wurde disqualifiziert, da nicht regelkonform zu früh nachgetankt wurde.

## Statistik

### Le-Mans-Ergebnisse
| Jahr | Team                  | Fahrzeug                | Teamkollege           | Platzierung     | Ausfallgrund |
| ---- | --------------------- | ----------------------- | --------------------- | --------------- | ------------ |
| 1931 | Édouard Brisson       | Stutz Model M Blackhawk | Édouard Brisson       | Ausfall         | Motorschaden |
| 1932 | Édouard Brisson       | Stutz Model M Blackhawk | Édouard Brisson       | Ausfall         | Unfall       |
| 1933 | Nikolaus von Rumänien | Duesenberg Model SJ     | Nikolaus von Rumänien | Disqualifiziert |              |